# Shirley Anne Field
Pour les articles homonymes, voir Field.
Shirley Anne Field (née le 27 juin 1938 à Bolton, Lancashire en Angleterre et morte le 10 décembre 2023) est une actrice britannique.

## Filmographie
- 1955 : Simon and Laura
- 1956 : La Page arrachée (Lost) de Guy Green : Girl Working at Taxi Garage
- 1956 : It's Never Too Late
- 1956 : It's a Wonderful World : Girl
- 1956 : Qui perd gagne (film, 1956) (Loser Takes All) de Ken Annakin : Girl
- 1956 : Dry Rot
- 1957 : The Good Companions : Trois Graces
- 1957 : The Flesh Is Weak : Susan
- 1959 : Crimes au musée des horreurs : Angela Banks
- 1959 : Maîtres et Valets (Upstairs and Downstairs)
- 1959 : International Detective : The Girl
- 1960 : L'Aguicheuse (Beat Girl) : Dodo
- 1960 : And the Same to You : Iris
- 1960 : Chérie recommençons (Once More, with Feeling!) : Angela Hopper
- 1960 : Le Voyeur (Peeping Tom) : Diane Ashley
- 1960 : Le Cabotin (The Entertainer) : Tina Lapford
- 1960 : Passeport pour la Lune (Man in the Moon) de Basil Dearden : Polly
- 1960 : Samedi soir, dimanche matin (Saturday Night and Sunday Morning) : Doreen
- 1961 : Lunch Hour : Girl
- 1962 : L'Homme qui aimait la guerre (The War Lover) : Daphne Caldwell
- 1963 : Les Damnés (The Damned) : Joan
- 1963 : Les Rois du soleil (Kings of the Sun) : Ixchel
- 1965 : Marcia nuziale
- 1966 : Late Show London
- 1966 : Doctor in Clover : l'infirmière Bancroft
- 1966 : Alfie le dragueur (Alfie) : Carla
- 1966 : Five More : Madeleine
- 1967 : L'enfer est vide (Hell is Empty) : Shirley McGee
- 1970 : A Touch of the Other : Elaine
- 1970 : With Love in Mind : Jane
- 1973 : House of the Living Dead : Anne Mary Carew
- 1977 : Centre Play : Joanne Clewes
- 1979 : Shoestring : Barbara Knight
- 1980 : Buccaneer : Janet Blair
- 1984 : Two by Forsyth
- 1985 : My Beautiful Laundrette : Rachel
- 1987 : Never the Twain : Stephanie
- 1987 : Santa Barbara : Pamela Capwell Conrad
- 1989 : Shag (en) : Mrs. Clatterback
- 1989 : Getting It Right : Anne
- 1989 : The Rachel Papers : Mrs. Seth Smith
- 1991 : Hear My Song de Peter Chelsom : Cathleen Doyle
- 1992 : El C.I.D. : Dolly
- 1992 : Arabesque (Murder, She Wrote) : Anne Gillen
- 1993 : Taking Liberty
- 1993 : Anna Lee: Headcase : Mrs. Westerman
- 1993 : Lady Chatterley (en) : Mrs. Bolton
- 1993 : U.F.O. : Supreme Commander
- 1994 : Loving Deadly : Madame
- 1994 : At Risk : Mrs. Nolan
- 1995 : Bramwell : Peggy Heart
- 1995 : Barbara (en) : Jean
- 1996 : Madson : Elaine Dews
- 1999 : Le Château des singes : The Governess (voix)
- 1999 : Inspecteurs associés (Dalziel and Pascoe) : Cissy Kohler
- 2000 : The Good Doctor : Elenor Wickham
- 2000 : The Bill : Janice Laughlin
- 2000 : Christie Malry's Own Double-Entry : Mary, la mère de Christie
- 2001 : Where the Heart Is : Linda
- 2003 : Meurtres en sommeil : Monica Reynolds (2 épisodes, 2003)
- 2005 : The Green Door : Marla
- 2005 : Monarch of the Glen : Sadie (1 épisode, 2005)
- 2007 : The Gift: Life Unwrapped : Mrs. Nolan
- 2008 : Last of the Summer Wine : Eva
- 2010 : Doctors : Flora Reid (1 épisode)
- 2108 : The Kid : Margaret
- 2010 : The Power of Three : Jenni
- 2011 : Transfer at Aachen : Francoise Costeaux